# Villette-lès-Dole
Villette-lès-Dole – miejscowość i gmina we Francji, w regionie Burgundia-Franche-Comté, w departamencie Jura.
Według danych na rok 1990 gminę zamieszkiwało 728 osób, a gęstość zaludnienia wynosiła 159 osób/km² (wśród 1786 gmin Franche-Comté Villette-lès-Dole plasuje się na 225. miejscu pod względem liczby ludności, natomiast pod względem powierzchni na miejscu 837.).